# Canton Museum of Art
Das Canton Museum of Art (CMA) ist ein Kunstmuseum in Canton, Ohio, USA, das sich auf amerikanische Aquarelle seit dem 19. Jahrhundert und zeitgenössische Keramik seit den 1950er Jahren spezialisiert hat. Das Museum ist bekannt für seine vielseitigen Ausstellungen sowie seine Bildungs- und Outreach-Programme. Das Museum bietet Kunstkurse in verschiedenen Medien an und ist von der American Alliance of Museums (AAM) akkreditiert.

## Geschichte
Das Museum hat seinen Ursprung in der Little Civic Art Gallery, die 1935 in einem Raum der Canton Public Library gegründet wurde. Bereits 1936 wurde die Institution als Canton Art Institute (CAI) bekannt und etablierte sich mit Ausstellungen und Bildungsangeboten. 1941 erhielt das CAI ein neues Zuhause in der Frank E. Case Mansion.
Im Jahr 1969 wurde mit Hilfe der Timken Foundation mit dem Bau des Cultural Center for the Arts begonnen, in dem mehrere Kunstorganisationen untergebracht werden sollten. 1971 zog das CAI in das neue Zentrum um, was größere Ausstellungen und ein erweitertes Bildungsprogramm ermöglichte. Zu dieser Zeit wurden die Museumsgilde und die Kantonale Gilde der Keramikkünstler gegründet, um das Museum zu unterstützen. Ende der 1970er Jahre wurde das Institut von der American Alliance of Museums (AAM) akkreditiert.

## Sammlung
Bis 1960 umfasste die Sammlung rund 600 Objekte, jedoch ohne ein klar definiertes Sammlungskonzept. Dies änderte sich ab 1965 unter der Leitung von  Merlin Schneider, die eine detaillierte Bestandsdokumentation erstellte. Ein Meilenstein für die Sammlung war ab 1971 die Schenkung von Ralph L. Wilson, der dem Museum eine große Anzahl von Aquarellen amerikanischer Künstler übergab, darunter Werke von Charles Demuth, Lyonel Feininger, John Marin, Alfred Henry Maurer und Maurice Prendergast. Prendergasts The Grove, Lynn wurde zu einem Schlüsselwerk der Sammlung und prägte ihre zukünftige Ausrichtung. Nach Wilsons Tod 1979 umfasste die Sammlung über 40 herausragende Werke amerikanischer Künstler. Wilson hinterließ seiner Margretta Bockius Wilson ein Vermächtnis für den Ankauf weiterer Werke. 1984 erhielt das Museum mit dem Nachlass von James C. und Mrs. Koppe eine weitere bedeutende Schenkung, die den gezielten Erwerb von Werken amerikanischer Künstler ermöglichte. Anlässlich des 50-jährigen Bestehens des Museums wurden zwei Aquarelle von Andrew Wyeth (Window Light) und Jamie Wyeth (Kleberg - Awake and Asleep) in die Sammlung aufgenommen.
Zwischen 1989 und 1990 führte das Museum eine umfassende Bestandsanalyse durch. Das Ergebnis war die Entscheidung, die Sammlung auf amerikanische Aquarelle (ab dem 19. Jahrhundert) und zeitgenössische Keramik (ab den 1950er Jahren) zu konzentrieren. 1992 erstellte das Museum eine Liste von Künstlern, deren Werke die Sammlung gezielt erweitern sollten.  
In den folgenden Jahren konnten bedeutende Meisterwerke erworben werden, darunter Aquarelle von Winslow Homer, John Singer Sargent und Edward Hopper. 1995 wurde das Museum offiziell in Canton Museum of Art umbenannt. Seitdem wurden weitere bedeutende Werke erworben, darunter
- Thomas Hart Benton (dokumentierte das ländliche Amerika der 1930er Jahre)
- Oscar Bluemner (früher Vertreter des Präzisionismus)
- Emerson Burkhart (Themen afroamerikanischer Nachbarschaften in Columbus, Ohio)
- Claude Raguet Hirst (bekannt für Trompe-l'œil-Aquarelle)
- George Luks (Expressionist, Mitglied von The Eight)
- Jan Matulka (Modernist)
- Carolyn Brady und Joseph Raffael (zeitgenössische Aquarellmaler)

Mit seinem Schwerpunkt auf amerikanischer Aquarellmalerei und zeitgenössischer Keramik nimmt das Canton Museum of Art eine einzigartige Position in der Museumslandschaft im Nordosten Ohios ein. 